# Клан Макдональд из Слита
 Клан Макдональд из Слита (шотл. — MacDonald Sleat, гэльск. — Clann Ùisdein) — он же: клан Уисдин, клан МакУисдин, Северный клан Дональд — один из кланов горной Шотландии, одна из ветвей клана Дональд (Макдональд). Основателем клана Макдональд из Слита был Уисдин (гельск. — Ùisdean) или Хью (гельск. — Hugh) (ок. 1437—1498), внебрачный сын Александра Макдональда, лорда Островов (1390—1449), правнук Сомерледа, носивший титул Лорда Островов и правивший Гебридскими островами. Клан и его вождь признаны герольдами Шотландии как отдельный клан.
Клан Макдональд из Слита принимал участие в многочисленных войнах и конфликтах между кланами, в первую очередь с кланами Маклауд из Харриса и Данвеган, Маклейн из Дуарта. Клан сильно пострадал от межклановых войн начала XVI века. Клан неохотно поддержал роялистов во время так называемой «Войны Трех Королевств» в Шотландии и тяжело пострадал от поражений, нанесенных ему республиканцами. Клан Макдональд из Слита поддержал восстание якобитов в 1715 году, но отказался поддержать восстание якобитов в 1745 году. Много участников восстаний XVIII столетия за независимость Шотландии были после поражения восстаний проданы в рабство в Америку. Много людей из этого клана вынуждены были бросить свои земли и эмигрировать. Сейчас люди клана Макдональд из Слита рассеяны по всему миру.
- Вождь клана: сэр Иэн Годфри Босвилл Макдональд из Слита, 17-й баронет из Слита, 25-й вождь клана Макдонaльд из Слита
- Земли клана: Инвернессшир
- Символ клана: ветка растения эпакрис (Epacris impressa) из семейства вересковых
- Исторические резиденции вождя клана: замок Данскейт, замок Данталм и замок Армадейл (остров Скай).
- Нынешняя резиденция вождя клана: Торп-холл, Радстон, Западный Йоркшир, Англия.

## Происхождение
Клан Макдональд из Слита является ветвью древнего клана Дональд, имевшего ирландское и частично норвежское происхождение. Основателем клана был Домналл (гэльск. — Domhnall), сын Рагналла (гэльск. — Raghnall) и внук Сомерленда (гэльск. — Somhairle). Существуют традиционные родословные клана составленные в средневековье, родословные ведут к древних ирландских королей. Современные историки не доверяют этим генеалогиям. Сомерленд был королем XII века, правившим на Гебридских островах — в так называемом «королевстве Островов». Также он носил еще титул «короля Аргайл». Точной информации о дате его правления нет.
Клан Макдональд из Слита происходил от сына Домналла, правителя Островов — Ангуса Мора (ум. 1295), и от его сына — Ангуса Ога (ум. ок. 1318). Сын Ангуса Ога — Джон І Макдональд был первым лордом Островов (1336—1386). Его первой женой стала Эми, наследница клана Руаири. Позднее Джон Макдональд развелся с Эми и во второй раз женился на Маргарет, дочери короля Шотландии Роберта ІІ Стюарта. Права на наследования титула и владений были переданы от детей от первого брака к детям от второго брака. Джону Макдональду наследовал в 1386 году его старший сын от второго брака, Домналл, лорд Островов (ум. 1423), а ему в свою очередь его старший сын, Александр (Аласдайр) Макдональд, лорд Островов (1390—1449). Клан Макдональд из Слита происходил от Уисдина, внебрачного сына Александра (Аласдайра) Макдональда и дочери О’Беолана, аббата Эплкросса.

## XV век
Первое упоминание о клане Уисдин встречается в традиционных исторических преданиях и легендах. Согласно последним, шотландский клан Уисдин происходит от переселенцев из Оркнейских остров — викингов и ирландцев. Легенды гласят, что жители западных островов победили людей с северных островов. Во время войны был убит ярл Оркни. Клан Уисдин потом разорил земли Оркни и получил много добычи. Ангус и Арчибальд Макдональды совершили поход около 1460 года, когда они теряли право на наследство и пытались отстоять свои права. В 1463 году Джон II Макдональд, лорд Островов, получил, кроме наследования земель клана, еще 28 меркландов со Слита в дополнение к землям на западе графства Росс, которые ему передали в предыдущем году. Резиденцией вождя клана был замок Данскейт на острове Скай.
Клан сыграл некоторую роль в капитуляции графа Росса, за что шотландский король пообещал клана земли в 1476 году. В 1493 году клан получил подтверждение своих прав на владение землями, которые ему были предоставлены графом Росса еще в 1469 году. Вождь клана Хью (Уисдин) из Слита скончался в 1498 году и был похоронен в Северном Уисте.

## Септы клана
Септы Макдональдoв: Beath, Beaton, Bethune, Bowie, Colson, Connall, Connell, Darroch, Donald, Donaldson, Donillson, Donnelson, Drain, Galbraith, Gilbride, Gorrie, Gowan, Gowrie, Hawthorn, Hewison, Houstoun, Howison, Hughson, Hutcheonson, Hutchinson, Hutchison, Isles, Kellie, Kelly, Kinnell, Mac a' Challies, MacBeth, MacBeath, MacBheath, MacBride, MacCaishe, MacCall, MacCash, MacCeallaich, MacCodrum, MacColl, MacConnell, MacCook, MacCooish, MacCrain, MacCuag, MacCuish, MacCuitein, MacCutcheon, MacDaniell, Macdrain, MacEachern, MacEachran, MacElfrish, MacElheran, MacGorrie, MacGorry, MacGoun, MacGowan, MacGown, MacHugh, MacHutchen, MacHutcheon, MacIan, Macilreach, Macilriach, Macilleriach, Macilrevie, Macilvride, Macilwraith, MacKean, MacKellachie, MacKellaig, MacKelloch, MacKiggan, MacKinnell, MacLairish, MacLardie, MacLardy, MacLarty, MacLaverty, MacLeverty, MacMurchie, MacMurdo, MacMurdoch, MacO’Shannaig, MacQuistan, MacQuisten, MacRaith, MacRorie, MacRory, MacRuer, MacRurie, MacRury, MacShannachan, MacSorley, MacSporran, MacSwan, MacWhannell, Martin, May, Murchie, Murchison, Murdoch, Murdoson, O’Drain, O’May, O’Shannachan, O’Shaig, O’Shannaig, Purcell, Revie, Reoch, Riach, Rorison, Shannon, Sorley, Sporran, Train, Whannel.